# Vidi Aldiano
Oxavia Aldiano né le 29 mars 1990 à Djakarta, est un chanteur musicien et auteur-compositeur indonésienne, d'ascendance javanaise et Minangkabau,.